# Gertrudes Rita da Silva
Gertrudes Rita da Silva (Lisboa, 31 de janeiro de 1825 — Lisboa, 4 de julho de 1888) foi uma atriz portuguesa do século XIX, uma das mais aclamadas da sua época e apreciadas no género cómico.

## Biografia
Nascida Gertrudes Rita de Azevedo, a 31 de janeiro de 1825, na freguesia de São Paulo, em Lisboa, era filha de Herculano José de Azevedo e de sua mulher, Joaquina Rosa, naturais de Lisboa e que faleceram quando Gertrudes era muito jovem.
A 24 de dezembro de 1841, com apenas 16 anos, casou na Igreja de Santa Justa e Santa Rufina, ao Rossio, com António Lourenço da Silva, natural da freguesia de São Miguel de Alfama, em Lisboa e filho de Manuel Lourenço da Silva e de sua mulher, Gertrudes Severina, de quem teve única filha, Lucinda Júlia da Silva, que foi companheira de João Rosa, filho de João Anastácio Rosa e irmão de Augusto Rosa e que também foi atriz, tendo-se radicado no Brasil.
Estreou-se no Teatro Nacional D. Maria II, a 21 de abril de 1850, na comédia em 3 atos Dois casamentos de conveniência, de Luís Augusto Palmeirim, que também se estreava como dramaturgo, sendo extremamente aplaudida e logo escriturada por Rodrigo da Fonseca Magalhães como societária da empresa artística que explorava o D. Maria II, tendo por base a consulta em que o conselho dramático do Conservatório de Lisboa a tinha classificado como "primeira dama de alta comédia".
Meses depois do seu debute, representou um drama do antigo repertório francês, Henriette Keunethe Deschamps, em que fazia o papel de mãe de um personagem, que era desempenhado pelo Actor Tasso. Gertrudes era ainda tão jovem e parecia tão pouco mãe daquele filho, que o autor Duarte de Sá se levantou da plateia no segundo ato e se foi embora. Perguntado se não iria assistir ao resto da peça, Duarte de Sá afirma que já sabia o desenlace e perguntado qual seria, respondeu: "Sim, é claro como água; no fim descobre-se que em vez da Gertrudes ser mãe do Tasso, o Tasso é que é pai da Gertrudes!".
Na edição de 11 de julho de 1888 da revista O Occidente, Gervásio Lobato escreveu a respeito da atriz: "Gertrudes justificou plenamente com os seus notaveis progressos e com o seu persistente trabalho a classificação que lhe dera o conselho dramatico, e em todo o reportorio do theatro de D. Maria deixou brilhantes provas do seu grande e notavel talento. Não era uma actriz excessivamente brilhante, mesmo porque o seu genero artistico não se prestava muito a isso: mas tinha, como poucas, uma grande naturalidade na diccção, sabia frisar excellentemente o dito, e tinha sobre tudo as condições plasticas requeridas para o seu genero, uma bella figura, uma distincta elegancia, uma belleza petulante, que diziam perfeitamente com os papeis de formosa peccadora, de fascinadora fatal, que d'ordinario era chamada a representar."
No auge da sua carreira, Gertrudes teve papeis notáveis, como o da "Baroneza d'Auge" na peça Demi-monde, o de "Laura Monti" na peça Corte d'Aldêa, o de "Condessa de Terremonde" na peça Princesa Georges ou em Marquês de la Siglière, na qual também desempenhou o papel de uma condessa. É, no entanto, no período final da sua carreira, que se figuram as suas criações mais gloriosas — passando de dama de alta comédia para o drama central, Gertrudes assinala triunfantemente a sua passagem pelo teatro português, perfazendo trabalhos artísticos de perfeição inexcedível. Desses papeis avultam-se o de "Marquesa de Villemer" e o de "Duquesa de Redeville", na peça Sociedade onde a gente se aborrece, duas criações explêndidas que bastariam para dar celebridade à artista.
Denota-se também a sua participação nas peças Tinha de ser (no qual se estreou a sua filha Lucinda da Silva, aos 16 anos, apresentada pela mãe, perfazendo dois papeis, dos quais um em travesti) em 1860; Amores de Leão e As ideias da Senhora Aubray (ambas em seu benefício) em 1866 e 1867, respetivamente; Elogio mútuo em 1874; As posições equívocas (em seu benefício) em 1875; Cláudia (com os atores José Carlos dos Santos, Amélia Vieira, Emília Cândida, Emília Adelaide, Heliodoro e o Actor Álvaro) também em 1875 e a sua última peça oficial, a 2 de novembro de 1876, O ano de 3000, traduzida do espanhol por Anacleto Rodrigues de Oliveira, Palermo de Faria e Manuel Fernández Caballero, que contou com 94 atores e 143 personagens.
Esteve também em digressão no Brasil, temporariamente.
Reformada há muitos anos e sem escritura definitiva no D. Maria II, foi ali representar, por contrato especial, a peça de Édouard Pailleron, e o drama de George Sand, na sua última reprise. Afastada dos palcos, poucos souberam que estava gravemente doente e por isso, a sua morte foi surpreendente e chocou os seus amigos e admiradores. A sua filha Lucinda, que vivia há anos no Brasil, teve notícia da gravidade do estado de sua mãe e veio para Lisboa juntamente com o seu filho Carlos Rosa, neto de Gertrudes que já tinha 19 anos, acompanhá-la e tratá-la na doença, tendo a ilustre artista falecido nos braços da filha.
Já viúva do seu marido António Lourenço da Silva, a atriz Gertrudes falece às 9 horas da manhã de 4 de julho de 1888, aos 63 anos, na sua residência, o segundo andar do número 23 da Rua da Conceição da Glória, freguesia de São José, em Lisboa. Foi sepultada no Cemitério dos Prazeres, no jazigo particular número 1500, pertença da Associação dos Socorros Mútuos Montepio dos Actores Portugueses.
Era considerada a última integrante do ilustre grupo de artistas pioneiros do qual faziam parte Emília das Neves, Manuela Rey, Epifânio, Delfina do Espírito Santo, Josefa Soller, Tasso, Sargedas, Teodorico e Marcolino, dos quais também restava ainda Carlota Talassi, apesar de afastada dos palcos. Gertrudes era considerada jovial, alegre, um pouco cáustica por vezes, mas que fazia com que as conversações com a artista fossem sempre um encanto. Essa graça natural que lhe é atribuída, conservou-se até ao fim da sua vida, com os seus ditos cómicos e epigramas mordazes.